# Forte de São Francisco (Angra do Heroísmo)

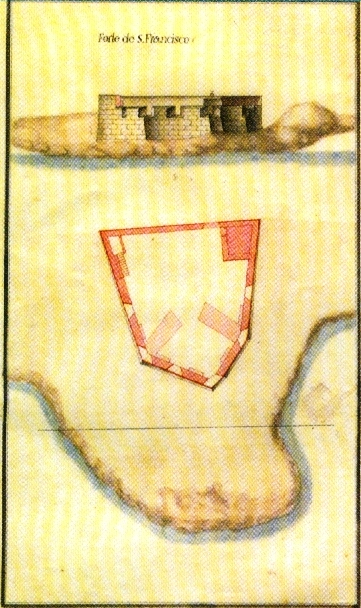
Forte de São Francisco (Autor desconhecido, s/d, Arquivo Histórico Militar.

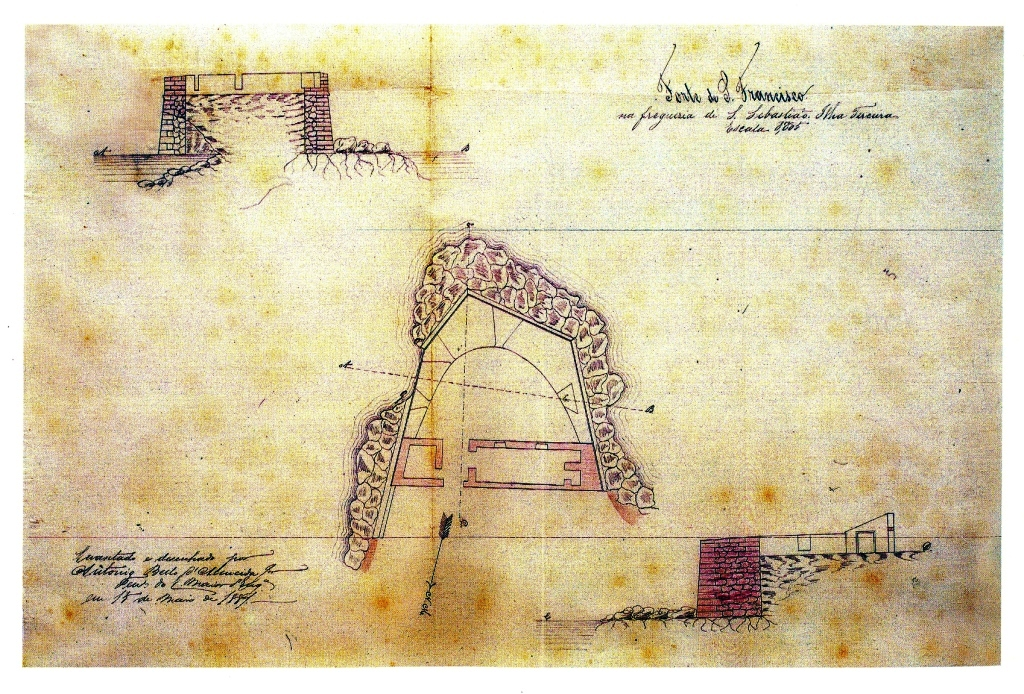
Planta do Forte de São Francisco (Almeida Jr., Maio de 1881).

O Forte de São Francisco localiza-se sobre a baía de São Fernando, no limite da freguesia de Vila de São Sebastião com a de Cabo da Praia, no concelho de Angra do Heroísmo, na costa sul da ilha Terceira, nos Açores.
Em posição dominante sobre este trecho do litoral, constituiu-se em uma fortificação destinada à defesa do porto da Ribeira Seca (Salgueiros) contra os ataques de piratas e corsários, outrora frequentes nesta região do oceano Atlântico. Cruzava fogos com o Forte de São Fernando.

## História
Foi uma das fortificações erguidas na Terceira no contexto da crise de sucessão de 1580 pelo então corregedor dos Açores, Ciprião de Figueiredo e Vasconcelos, conforme o plano de defesa da ilha elaborado por Tommaso Benedetto em 1567, após o ataque do corsário francês Pierre Bertrand de Montluc ao Funchal (outubro de 1566), intentado e repelido em Angra no mesmo ano (1566):
"Não havia naquele tempo [Crise de sucessão de 1580] em toda a costa da ilha Terceira alguma fortaleza, excepto aquela de S. Sebastião, posto que em todas as cortinas do sul se tivessem feito alguns redutos e estâncias, nos lugares mais susceptíveis de desembarque inimigo, conforme a indicação e plano do engenheiro Tomás Benedito, que nesta diligência andou desde o ano de 1567, depois que, no antecedente de 1566, os franceses, comandados pelo terrível pirata Caldeira, barbaramente haviam saqueado a ilha da Madeira, e intentado fazer o mesmo nesta ilha, donde parece que foram repelidos à força das nossas armas." 
A seu respeito, DRUMMOND registou: "e muito mais seguro ficou [o Porto Novo] depois que se lhe fez o forte de S. Francisco, que só por si pode varrer toda aquela vasta baía até São Fernando, outro bom forte, já ambos no termo da Praia."
No contexto da Guerra da Sucessão Espanhola (1702-1714) encontra-se referido como "O Forte de S. Francisco." na relação "Fortificações nos Açores existentes em 1710".
Com a instalação da Capitania Geral dos Açores, o seu estado foi assim reportado em 1767:
"16º - Forte de São Francisco da Ribeira secca. Foi feito de novo a fundamento e falta-lhe a plataforma, tem seis canhoneiras e quatro peças de ferro capazes com os seus reparos bons, carece de mais duas peças com os seus reparos e para se guarnecer seis artilheiros e vinte e quatro auxiliares."
Encontra-se referido como "15. Forte de S. Fran.co no dito lugar da Ribeira Secca" no relatório "Revista aos fortes que defendem a costa da ilha Terceira", do Ajudante de Ordens Manoel Correa Branco (1776), que apenas assinala: "Este Forte achase redificado de novo, e só careçe de hua tarimba na sua caza."
No contexto da Guerra Civil Portuguesa (1828-1834) sofreu remodelações em 1829, tendo-lhe sido reduzidas as canhoneiras de cinco para três, e acrescentada uma banqueta para fuzilaria na face virada ao porto da Ribeira Seca, além de construída uma espaçosa casa, de encosto à gola, para a guarnição. Encontra-se relacionado como "Forte de S. Francisco" em alçado e planta na "Colecção de Plantas e Alçados de 32 Fortalezas dos Açores, por Joze Rodrigo d'Almeida em 1830", atualmente no Gabinete de Estudos de Arquitetura e Engenharia Militar, em Lisboa. Entretanto encontra-se nele representado ainda com planta pentagonal em cujos muros pelo lado do mar se rasgam seis canhoneiras e se indica dependência de serviço no terrapleno, pelo lado de terra.
A "Relação" do marechal de campo Barão de Bastos em 1862 localiza-o em Porto Martim e informa que "Tem algumas ruinas a cuja reparação se está procedendo."
O tombo de 1881 encontrou-o abandonado e em ruínas, com as suas dependências utilizadas como abrigo de rebanhos pelos moradores das redondezas.
Durante a Segunda Guerra Mundial os seus restos foram reguarnecidos por um ninho de metralhadoras, cujos vestígios chegaram até aos nossos dias.
Atualmente é de propriedade da Câmara Municipal de Angra do Heroísmo, subsistindo apenas vestígios da sua estrutura.

## Características
Do tipo abaluartado, apresentava planta pentagonal orgânica (adaptada ao terreno), tendo sido erguido sobre rocha basal, em cantaria. Ocupava uma área de 303,48 metros quadrados.
Primitivamente com seis canhoneiras em seus muros, o Tombo de 1881 encontrou-o com apenas três e, na espessura da muralha, talhada na cantaria, com uma banqueta para fuzilaria.
Junto da gola, erguia-se, à esquerda, o paiol, e, à direita, uma casa para a guarnição.